# Agrișu Mic
Agrișu Mic – wieś w Rumunii, w okręgu Arad, w gminie Hășmaș. W 2011 roku liczyła 172 mieszkańców. 